# أمير كاتس
أمير كاتس (بالعبرية: אמיר כץ‏) هو عازف بيانو إسرائيلي، ولد في 1973 في رمات غان في إسرائيل.

## وصلات خارجية
- أمير كاتس على موقع ميوزك برينز (الإنجليزية)
- أمير كاتس على موقع ميوزك برينز (الإنجليزية)
- أمير كاتس على موقع أول ميوزيك (الإنجليزية)
- أمير كاتس على موقع ديسكوغز (الإنجليزية)